# Sân vận động SeatGeek
Sân vận động SeatGeek (tiếng Anh: SeatGeek Stadium) là một sân vận động dành riêng cho bóng đá nằm tại Đường 71 và Đại lộ Harlem ở Bridgeview, Illinois, cách trung tâm thành phố Chicago khoảng 12 dặm về phía tây nam. Đây là sân nhà của Chicago Red Stars thuộc National Women's Soccer League (NWSL). Sân vận động này cũng là sân nhà của Chicago Fire thuộc Major League Soccer, Chicago Machine thuộc Major League Lacrosse và Chicago Bliss thuộc Legends Football League (LFL). Ban đầu sân được đặt tên là Toyota Park khi được khánh thành vào ngày 11 tháng 6 năm 2006, cơ sở này có sức chứa 20.000 người và được xây dựng với chi phí khoảng 100 triệu USD. Thỏa thuận quyền đặt tên với SeatGeek bắt đầu có hiệu lực sau mùa giải 2018 của Fire.